# Genevieve Angelson
Genevieve Rose Angelson (Ciudad de Nueva York; 13 de abril de 1987) es una actriz estadounidense, conocida por interpretar a Indigo en The Afterparty, Patti Robinson en Good Girls Revolt y Ruth en Flack.

## Primeros años y educación
Angelson nació en la ciudad de Nueva York, hija del abogado y empresario Mark Angelson y de su esposa, Lynn. Angelson tiene dos hermanas mayores, Jessica y Meredith. Asistió a The Brearley School en Manhattan y se graduó como Phi Beta Kappa de la Universidad Wesleyan y del Programa de Posgrado en Actuación de la Tisch School of the Arts.

## Carrera
En septiembre de 2013, Angelson se unió al elenco de la serie House of Lies de la cadena Showtime como Caitlin Hobart. En 2014, Angelson reemplazó a Mamie Gummer para interpretar el papel de la Det. Nicole Gravely en Backstrom por la que Deadline Hollywood nombró a Angelson como uno de los mejores descubrimientos de casting del año. En 2016, protagonizó la serie original de Amazon Prime Video, Good Girls Revolt; sin embargo, Amazon canceló la serie después de una temporada. Además coprotagonizó The Upside, la nueva versión estadounidense de la película francesa The Intouchables. En 2019, Angelson participó en Flack, protagonizada junto a Anna Paquin, así como en la segunda temporada de la serie Titans de DC Comics. Variety nombró a Angelson como una de las diez mejores estrellas de televisión para ver. En diciembre de 2021, Angelson apareció en las series de NBC: This is Us y New Amsterdam, en papaeles recurrentes. Desde 2022, es miembro principal del elenco de la serie The Afterparty de Apple TV+, creada por Phil Lord y Chris Miller.
Ella originó el papel de Nina en Vanya and Sonia and Masha and Spike, ganadora del Premio Tony a la mejor obra en la 67.ª edición de los Premios Tony, en la que Ben Brantley la llamó "exquisita". Ha aparecido en muchas otras obras de teatro fuera de Broadway, incluida The Cake de Bekah Brunstetter en el Manhattan Theatre Club.
Angelson es una escritora publicada y colaboradora habitual de Town & Country, Elle y Refinery29.

## Filmografía
| Cine y televisión | Cine y televisión                 | Cine y televisión                                                                       | Cine y televisión                |
| Año               | Título                            | Rol                                                                                     | Notas                            |
| ----------------- | --------------------------------- | --------------------------------------------------------------------------------------- | -------------------------------- |
| 2010              | Army Wives                        | Heather                                                                                 | Episodio: «About Face»           |
| 2010              | Open Five                         | Rose                                                                                    |                                  |
| 2013              | The Good Wife                     | Tara Bach                                                                               | Episodio: «A Precious Commodity» |
| 2013              | Niagra                            | Genevieve                                                                               | Cortometraje                     |
| 2014              | Top Five                          | Estudiante de Columbia                                                                  |                                  |
| 2014              | House of Lies                     | Caitlin Hobart                                                                          |                                  |
| 2015              | Backstrom                         | Det. Nicole Gravely                                                                     | Elenco principal                 |
| 2015              | True Story                        | Tina Alvis                                                                              |                                  |
| 2015–2016         | Good Girls Revolt                 | Patricia "Patti" Robinson                                                               | Papel principal                  |
| 2017              | Odd Girl Out                      | Emily                                                                                   | Cortometraje                     |
| 2017              | The Upside                        | Jenny Lacasse                                                                           |                                  |
| 2017              | Relatively Happy                  | Heather Pepper                                                                          | Película para televisión         |
| 2018              | Blue Bloods                       | Whitney Simmons                                                                         | Episodio: «Erasing History»      |
| 2018              | Instinct                          | Katie                                                                                   | Episodio: «Secrets and Lies»     |
| 2018–2021         | Robot Chicken                     | Crawlers Vendor Dating Game Contestant Susie Derkins Teenager Barbie Kid Hatchimals Kid | 4 episodios (voz)                |
| 2018              | Spare Room                        | Maggie                                                                                  |                                  |
| 2018              | Law & Order: Special Victims Unit | Kayla Morgan                                                                            | Episodio: «Hell's Kitchen»       |
| 2019              | Flack                             | Ruth                                                                                    | Elenco principal                 |
| 2019              | Titans                            | Dra. Eve Watson                                                                         | 2 episodios                      |
| 2021              | This Is Us                        | Sally                                                                                   | 2 episodios                      |
| 2022              | The Afterparty                    | Indigo                                                                                  | Elenco principal                 |
| 2022              | New Amsterdam                     | Dra. Mia Castries                                                                       | 8 episodios                      |
| 2022              | The Handmaid's Tale               | Alanis Wheeler                                                                          |                                  |
| 2024              | Which Brings Me To You            | Eva                                                                                     |                                  |